# Strzelectwo na Letnich Igrzyskach Olimpijskich 1908
Wyniki turnieju strzeleckiego rozegranego podczas Letnich IO w Londynie w 1908 r.:

## Karabin dowolny, 1000 jardów
| Lp. | Zawodnik       | Medal |
| --- | -------------- | ----- |
| 1   | Joshua Millner |       |
| 2   | Kellogg Casey  |       |
| 3   | Maurice Blood  |       |

## Karabin dowolny, 300 m
| Lp. | Zawodnik        | Medal |
| --- | --------------- | ----- |
| 1   | Albert Helgerud |       |
| 2   | Harry Simon     |       |
| 3   | Ole Sæther      |       |

## Karabin wojskowy drużynowo
| Lp. | Państwo           | Medal |
| --- | ----------------- | ----- |
| 1   | Stany Zjednoczone |       |
| 2   | Wielka Brytania   |       |
| 3   | Kanada            |       |

## Karabin dowolny drużynowo
| Lp. | Państwo  | Medal |
| --- | -------- | ----- |
| 1   | Norwegia |       |
| 2   | Szwecja  |       |
| 3   | Francja  |       |

## Karabin małokalibrowy leżąc, 50 i 100 jardów
| Lp. | Zawodnik       | Medal |
| --- | -------------- | ----- |
| 1   | Arthur Carnell |       |
| 2   | Harry Humby    |       |
| 3   | George Barnes  |       |

## Karabin małokalibrowy, ruchoma tarcza, 25 jardów
| Lp. | Zawodnik         | Medal |
| --- | ---------------- | ----- |
| 1   | John Fleming     |       |
| 2   | Maurice Matthews |       |
| 3   | William Marsden  |       |

## Karabin małokalibrowy, znikająca tarcza, 25 jardów
| Lp. | Zawodnik       | Medal |
| --- | -------------- | ----- |
| 1   | William Styles |       |
| 2   | Harold Hawkins |       |
| 3   | Edward Amoore  |       |

## Karabin małokalibrowy leżąc, 50 i 100 jardów, drużynowo
| Lp. | Państwo         | Medal |
| --- | --------------- | ----- |
| 1   | Wielka Brytania |       |
| 2   | Szwecja         |       |
| 3   | Francja         |       |

## Runda pojedyncza do sylwetki jelenia
| Lp. | Zawodnik         | Medal |
| --- | ---------------- | ----- |
| 1   | Oscar Swahn      |       |
| 2   | Ted Ranken       |       |
| 3   | Alexander Rogers |       |

## Runda podwójna do sylwetki jelenia
| Lp. | Zawodnik      | Medal |
| --- | ------------- | ----- |
| 1   | Walter Winans |       |
| 2   | Ted Ranken    |       |
| 3   | Oscar Swahn   |       |

## Runda pojedyncza do sylwetki jelenia drużynowo
| Lp. | Państwo         | Medal |
| --- | --------------- | ----- |
| 1   | Szwecja         |       |
| 2   | Wielka Brytania |       |
| 3   | Nie przyznawano |       |

## Trap indywidualnie
| Lp. | Zawodnik                                | Medal |
| --- | --------------------------------------- | ----- |
| 1   | Walter Ewing                            |       |
| 2   | George Beattie                          |       |
| 3   | Alexander Maunder / Anastasios Metaksas |       |

## Pistolet dowolny, 50 jardów, drużynowo
| Lp. | Państwo           | Medal |
| --- | ----------------- | ----- |
| 1   | Stany Zjednoczone |       |
| 2   | Belgia            |       |
| 3   | Wielka Brytania   |       |

## Pistolet dowolny, 50 jardów
| Lp. | Zawodnik          | Medal |
| --- | ----------------- | ----- |
| 1   | Paul Van Asbroeck |       |
| 2   | Réginald Storms   |       |
| 3   | James Gorman      |       |

## Trap drużynowo
| Lp. | Państwo         | Medal |
| --- | --------------- | ----- |
| 1   | Wielka Brytania |       |
| 2   | Kanada          |       |
| 3   | Wielka Brytania |       |